# Thomas & Friends: The Adventure Begins
Thomas & Friends: The Adventure Begins je britský animovaný film z roku 2015. Režisérem filmu je Don Spencer. Hlavní roli ve filmu ztvárnil Mark Moraghan.

## Obsazení
| Mark Moraghan       |
| John Hasler         |
| Keith Wickham       |
| William Hope        |
| Kerry Shale         |
| Rob Rackstraw       |
| Teresa Gallagher    |
| Christopher Ragland |
| Tim Whitnall        |